# Jordan Garrett
Jordan Garrett är en amerikansk barnskådespelare född 17 december 1992.

## Filmografi
- 2002 - Hidden Agenda
- 2002 - Cityakuten
- 2003 - Hidden Hills
- 2003 - Easy
- 2003 - Angel
- 2004 - Seven's Eleven
- 2004 - Junior Pilot
- 2004 - Six Feet Under
- 2004 - Law & Order
- 2005 - Medium
- 2005 - Thank You for Smoking
- 2006 - Crossing Jordan
- 2006 - Without a Trace
- 2006 - Saving Shiloh
- 2006 - Sixty Minute Man
- 2006 - Sundance Institute
- 2007 - Criminal Minds
- 2007 - National Lampoon's Totally Baked
- 2007 - By Appointment Only
- 2007 - Death Sentence
- 2007 - CSI: Miami
- 2008 - The Least of These